# Нострадамус
Французинът Мишел дьо Нострадам (на френски: Michel de Nostredame), повече известен с латинизираното име Нострадамус (Nostradamus), е сред най-известните пророци и астролози в света.
Най-известният му труд е „Предсказания“ (Les Propheties), чието първо издание излиза през 1555 г. От публикуването на книгата, която често е била преиздавана до неговата смърт, Нострадамус печели вниманието на пресата, която му приписва предсказването на множество важни световни събития.
Академичната общност е на мнение, че повечето асоциации между световни събития и четиристишията на Нострадамус като цяло са резултат или на грешна интерпретация, или на грешен превод (понякога нарочен), или са толкова оскъдни, че са на практика неизползваеми като доказателство за някакви гадателски способности.

## Детство
Нострадамус е роден на 14 или 21 декември 1503 г. в малък провинциален град във Франция (Saint-Rémy-de-Provence). Мишел дьо Нострадам е едно от деветте деца на Рейниер дьо Сен-Реми (Reynière de St-Rémy) и търговеца на зърно и нотариус Жом дьо Нострадам (Jaume de Nostredame). Семейството на баща му е от еврейски произход, но дядото по бащина линия Guy Gassonet приема католицизма през 1455 г., получавайки християнското име Пиер и фамилията Нострадам (по всяка вероятност от деня на светеца, на който е кръстен). Прапрадядото по майчина линия Жан дьо Сен-Реми (Jean de St. Rémy) изчезва от историческите записи след 1504 г., когато малкият Мишел е само на една година.

## Студентство
На 15-годишна възраст младият Нострадамус влиза в университета в Авиньон. След по-малко от година, по време на която изучава граматика, реторика и логика, е принуден да напусне Авиньон, защото университетът затваря врати поради заплахата от чумна епидемия. След като напуска Авиньон, Нострадамус (по собствени думи) пътува из страната в продължение на осем години, като от 1521 г. изучава лечение с билки. През 1529 г., след като е работил няколко години като аптекар, започва обучение по медицина в университета на Монпелие. Малко след това е отстранен, след като е открито, че е работел като аптекар, което е било изрично забранено от университетската управа. Документът за отстраняване още съществува в библиотеката на факултета. Въпреки това издатели и кореспонденти по-късно ще го наричат „доктор“. След отстраняването Нострадамус продължава да работи, вероятно като аптекар, и става известен със създаването на своето „розово хапче“, за което се предполагало, че предпазва от чума.

## Творчество
В „Предсказанията“ той събира своите най-важни пророчества за далечното бъдеще, записани под формата на четиристишия.